# Phuchungwa Shönnu Gyeltshen
| Tibetische Bezeichnung                                    |
| --------------------------------------------------------- |
| Wylie-Transliteration: phu chung ba gzhon nu rgyal mtshan |
| Chinesische Bezeichnung                                   |
| Vereinfacht: 普琼哇•旋努坚赞                              |
| Pinyin:Puqiongwa Xuannu Jianzan                           |

Phuchungwa Shönnu Gyeltshen (tibetisch: phu chung ba gzhon nu rgyal mtshan; geb. 1031; gest.  1106, kurz: Phuchungwa, Puqiongwa 普穷哇, Phurchungpa) war ein bedeutender Geistlicher der Kadam-Tradition des tibetischen Buddhismus. 
Er war ein Schüler von Atisha und Drom Tönpa. Unter den Schülern von Drom Tönpa zählte er zusammen mit Chengawa Tshülthrim Bar (tibetisch: spyan snga ba tshul khrims 'bar; 1038–1103) und Potowa Rinchen Sel (tibetisch po to ba rin chen gsal; geb. 1027 in Phenyül ( 'phan yul); gest. 1105) zu den sogenannten „Drei Brüdern“.
Der gdams ngag-Zweig (tibetisch gdams ngag pa)  der Kadampa geht auf ihn zurück.
Phuchungwa ist einer der Gründer des Lo-Klosters.